# Ленард Нимој
Ленард Сајмон Нимој (енгл. Leonard Simon Nimoy; Бостон, 26. март 1931 — Лос Анђелес, 27. фебруар 2015) био је амерички филмски и ТВ глумац и редитељ, познат по улози Спока у филмској и ТВ серији Звездане стазе.

## Биографија
Родио се у Бостону у породици јеврејских имиграната из бившег Совјетског Савеза. Први глумачки наступ имао је са девет година, а након кратког студирања на Бостонском колеџу (Boston College) одлази у Калифорнију у жељи да постане глумац.
Нимој је почео своју каријеру у својим раним двадесетим, држећи часове глуме у Холивуду. Током педесетих је имао мање филмске и телевизијске наступе. 1953. је служио у војсци САД. Године 1965. Нимој је одиграо своју прву улогу у серијалу Звездане стазе, што је радио све до 1969. године. Затим је наставио да глуми исту улогу у седам играних филмова. Његов карактер Спок је имао значајан културни утицај и донео је Нимоју три номинације за Еми награду. У скорије време глумио је у научно-фантастичној серији Фринџ.
Леонар Нимој говорио је и јидиш.

## Редитељ
Нимој се као редитељ опробао у режирању филмова из серијала који га је прославио